# Vadnal
Vadnal je priimek več znanih Slovencev:
- Alojzij Vadnal (1910–1987), matematik, univ. profesor
- Angela Vadnal (1917–1994), agronomka
- Anton Vadnal (1876–1935), pisatelj
- France Vadnal, sokolski delavec (v izseljenstvu)
- Frank Vadnal (1921–2005), glasbenik v ZDA
- Ivan Vadnal (1901–1941), kmet, rodoljub, član organizacije TIGR
- Johnny Vadnal (1923–2008), glasbenik v ZDA
- Katja Vadnal (* 1945), agroekonomistka, univ. profesorica
- Richie Vadnal (* 1936), glasbenik v ZDA
- Tony Vadnal (1918–2005), glasbenik v ZDA